# Katolickie Centrum Medialne na Ukrainie
Katolickie Centrum Medialne (dalej KCM) było założone w 2001 roku, mając za początkowy cel informacyjne przygotowanie i towarzyszenie wizyty papieża Jana Pawła II na Ukrainę. Obecnie stało się ono poważnym informacyjnym biurem Kościoła rzymskokatolickiego na Ukrainie, które współpracuje z ukraińskimi i zagranicznymi państwowymi i komercyjnymi mediami.
Celem KCM jest informować o życiu Kościoła rzymskokatolickiego na Ukrainie i świecie jak samych katolików tak i dziennikarzy innych mediów i tym podobnie.
Narzędziem, które służy w pierwszej kolejności do przekazywania wyżej wspomnianej informacji, jest strona internetowa www.catholic-media.org, dzięki której KCM regularnie informuje i podaje anonsy wydarzeń ukraińskim mediom o działalności Kościoła na Ukrainie i za granicą. Dzięki temu do medialnego obszaru nadchodzi prawdziwa i szeroka informacja o Kościele katolickim i jego nauczaniu. Strona internetowa KCM zawiera również ogólną informację o Kościele, zebrane są w niej adresy i plan nabożeństw katolickich parafii Ukrainy, informacja o zgromadzeniach zakonnych, domach rekolekcyjnych, sakramentach, katechizm, oraz lista diecezjalnych i parafialnych stron internetowych Kościoła katolickiego na Ukrainie. Na stronie internetowej istnieje również możliwość przesłuchiwania audycji radiowej „Credo” i strona internetowa dziecięcego czasopisma „Wodograj”: www.vodogray.org.